# Strömsbro IF
Strömsbro IF ist ein schwedischer Sportverein aus Strömsbro in Gävleborgs län. Der Klub ist insbesondere für seine Männereishockey- und seine Frauenfußballmannschaft bekannt, die jeweils erstklassig antraten.

## Geschichte
Strömsbro IF gründete sich im Januar 1921. Der erste Erfolg in der Vereinsgeschichte stellte sich Ende der 1950er Jahre ein, als die 1939 gegründete Eishockeymannschaft 1957 erstmals in der höchsten schwedischen Spielklasse antrat. Bis 1962 spielte die Mannschaft in der Division 1 Norra, ehe sie in der Relegationsrunde den Klassenerhalt verpasste. Nachdem sie den sofortigen Wiederaufstieg geschafft hatte, zog die Mannschaft als Aufsteiger erstmals in die Meisterrunde ein. Mit einem Sieg und einem Unentschieden belegte sie dort jedoch vor Skellefteå AIK den vorletzten Platz. In der folgenden Spielzeit musste der Klub erneut in der Abstiegsrunde antreten, in der er hinter IFK Umeå und Wifsta/Östrand-Fagerviks IF einen Abstiegsplatz belegte. Anschließend überdauerte die Mannschaft in der Zweitklassigkeit. Zwischen 1983 und 1991 bildete sie dabei mit Gävle Godtemplares IK eine Spielgemeinschaft, die als Strömsbro/Gävle HF 83 in Erscheinung trat. Nach deren Auflösung trat der Klub im Amateureishockey an.
Im Laufe der 1980er Jahre etablierte sich die Frauenfußballmannschaft von Strömsbro IF im erstklassigen Fußball. Bei Einführung der Damallsvenskan zur Spielzeit 1988 gehörte der Klub zu den Gründungsmitgliedern und erreichte den siebten Tabellenplatz. Erreichte die Mannschaft in der folgenden Spielzeit vor Trollhättans IF und IK Brage noch den letzten Nicht-Abstiegsplatz, stieg sie am Ende der Spielzeit 1990 als Tabellenschlusslicht gemeinsam mit 
Mallbackens IF in die Zweitklassigkeit ab. In den folgenden Jahren rutschte die Mannschaft in den unterklassigen Ligabereich ab. Die Männermannschaft des Klubs trat nicht überregional in Erscheinung und spielte maximal auf dem vierten Spielniveau.